# Antonio Coggio
Antonio Coggio (Savona, 16 maggio 1939 – Roma, 19 ottobre 2021) è stato un compositore, arrangiatore e produttore discografico italiano.

## Biografia
Dopo aver iniziato a studiare pianoforte, completa gli studi al Conservatorio Niccolò Paganini di Genova; in questa città viene a contatto con alcuni esponenti della scuola genovese, divenendo nel 1964 il tastierista del gruppo che accompagna Gino Paoli; quando il cantautore firma per la RCA Italiana, si trasferisce a Roma, ed ha la prima esperienza di registrazione in studio con l'album Gino Paoli allo Studio A. 
L'esperienza con il cantautore genovese termina alla fine del 1966: Coggio viene assunto all'RCA come assistente musicale, su iniziativa di Ennio Melis, ma continua l'attività dal vivo come tastierista di Domenico Modugno, di cui segue le registrazioni che il cantautore effettua alla fine degli anni '60 per l'RCA. Nel 1968, alla guida del complesso Talent Sound, formato da turnisti RCA, esegue come organista solista la versione strumentale della canzone Frin, frin, frin di Tony Renis, che in tale esecuzione è la sigla di testa della terza serie televisiva de Le inchieste del commissario Maigret, con Gino Cervi, dai romanzi di Georges Simenon. 
Nel 1969 partecipa al Cantagiro come autore della musica di Chimmè Chimmà, cantata dagli Hugu Tugu; nello stesso periodo lavora con molti artisti della casa discografica, come Nada e Mia Martini (di cui segue l'album Oltre la collina) o Barney Kessel, per cui compone, insieme a Cesare Di Natale, lo strumentale Amelia.
Nel frattempo nel 1967 conosce Claudio Baglioni; ecco come il musicista ligure racconta la nascita del loro sodalizio: «Me lo presentò un collaboratore di Teddy Reno, che l'aveva notato al loro Festival degli Sconosciuti; Claudio cantò Georgia on my mind di Ray Charles al pianoforte. Come cantante prometteva molto, aveva modulazioni particolari.» Con Baglioni Coggio stringe un sodalizio che durerà dal 1970 al 1975, producendo i suoi album e collaborando nella composizione delle musiche di grandi successi come Questo piccolo grande amore, Con tutto l'amore che posso, Porta Portese, Amore bello, Io me ne andrei, E tu..., Sabato pomeriggio, Poster. Così Coggio racconta come era organizzata la loro collaborazione: «Io mi mettevo al piano e Claudio imbracciava la chitarra. Buttavamo giù spunti, decidevamo cosa comunicare, poi lui preparava il testo ed insieme elaboravamo la musica. Infine lui rifiniva le parole, ed io sistemavo le note.»
Dopo la separazione con il cantautore romano, lavora con altri artisti come Stefano Rosso, Ivano Fossati e Patty Pravo, per cui produce i successi Tutt'al più nel 1970 e Pensiero stupendo nel 1978.
Nel 1980 fonda, insieme a Roberto Davini, la società di produzione Calycantus, che collabora sia con la RCA Italiana sia con la CBS, lavorando negli anni successivi con musicisti quali Luca Barbarossa, Mario Castelnuovo, Fiorella Mannoia (per cui scrive Caffè nero bollente), Mimmo Cavallo, Massimo Bizzarri e Mariella Nava.
Muore il 19 ottobre 2021, all'età di 82 anni.

## Canzoni scritte da Antonio Coggio
| Anno | Titolo                      | Interprete                            | Autori del testo                             | Autori della musica                    |
| ---- | --------------------------- | ------------------------------------- | -------------------------------------------- | -------------------------------------- |
| 1968 | Se ti ho bruciato il cuore  | Nancy Cuomo                           | Cesare De Natale                             | Antonio Coggio                         |
| 1969 | Chimmè Chimmà               | Hugu Tugu                             | Cesare De Natale                             | Antonio Coggio                         |
| 1969 | Dai Benedetto               | Franco Guidi                          | Cesare De Natale                             | Antonio Coggio                         |
| 1969 | Soltanto parole             | Dino                                  | Cesare De Natale                             | Antonio Coggio                         |
| 1970 | Giorni di luna              | Paola Battista                        | Cesare De Natale                             | Antonio Coggio                         |
| 1970 | Il mio ragazzo se ne va     | Mariolina Cannuli                     | Cesare De Natale                             | Antonio Coggio                         |
| 1970 | Notte di Natale             | Claudio Baglioni                      | Claudio Baglioni                             | Antonio Coggio e Claudio Baglioni      |
| 1970 | Quando non ci sei           | Amanda                                | Cesare De Natale e Carlo Nistri              | Antonio Coggio                         |
| 1970 | Su e giù per la spiaggia    | Amanda                                | Mario Landi, Cesare De Natale e Carlo Nistri | Antonio Coggio e Guido Podestà         |
| 1971 | La suggestione              | Rita Pavone                           | Claudio Baglioni                             | Antonio Coggio e Claudio Baglioni      |
| 1971 | Se...casomai                | Rita Pavone e Claudio Baglioni        | Claudio Baglioni                             | Antonio Coggio e Claudio Baglioni      |
| 1971 | Amore...amore...un corno!   | Mia Martini e Claudio Baglioni        | Claudio Baglioni                             | Antonio Coggio e Claudio Baglioni      |
| 1971 | Lacrime di marzo            | Mia Martini e Claudio Baglioni        | Claudio Baglioni                             | Antonio Coggio e Claudio Baglioni      |
| 1971 | Gesù è mio fratello         | Mia Martini e Claudio Baglioni        | Oremus                                       | Antonio Coggio e Claudio Baglioni      |
| 1972 | Sogna ragazzo               | Sandie Shaw                           | Cesare De Natale                             | Antonio Coggio e Gino Peguri           |
| 1972 | Interludio                  | Ada Mori e Claudio Baglioni           | Claudio Baglioni                             | Antonio Coggio e Claudio Baglioni      |
| 1972 | Caro padrone                | Claudio Baglioni                      | Claudio Baglioni                             | Antonio Coggio e Claudio Baglioni      |
| 1972 | Piazza del Popolo           | Claudio Baglioni                      | Claudio Baglioni                             | Antonio Coggio e Claudio Baglioni      |
| 1972 | Una faccia pulita           | Claudio Baglioni                      | Claudio Baglioni                             | Antonio Coggio e Claudio Baglioni      |
| 1972 | Battibecco                  | Claudio Baglioni e Paola Massari      | Claudio Baglioni                             | Antonio Coggio e Claudio Baglioni      |
| 1972 | Con tutto l'amore che posso | Claudio Baglioni                      | Claudio Baglioni                             | Antonio Coggio e Claudio Baglioni      |
| 1972 | Che begli amici             | Claudio Baglioni                      | Claudio Baglioni                             | Antonio Coggio e Claudio Baglioni      |
| 1972 | Mia libertà                 | Claudio Baglioni                      | Claudio Baglioni                             | Antonio Coggio e Claudio Baglioni      |
| 1972 | La prima volta              | Claudio Baglioni                      | Claudio Baglioni                             | Antonio Coggio e Claudio Baglioni      |
| 1972 | Quel giorno                 | Claudio Baglioni                      | Claudio Baglioni                             | Antonio Coggio e Claudio Baglioni      |
| 1972 | Io ti prendo come mia sposa | Claudio Baglioni                      | Claudio Baglioni                             | Antonio Coggio e Claudio Baglioni      |
| 1972 | Cartolina rosa              | Claudio Baglioni                      | Claudio Baglioni                             | Antonio Coggio e Claudio Baglioni      |
| 1972 | Questo piccolo grande amore | Claudio Baglioni                      | Claudio Baglioni                             | Antonio Coggio e Claudio Baglioni      |
| 1972 | Porta Portese               | Claudio Baglioni                      | Claudio Baglioni                             | Antonio Coggio e Claudio Baglioni      |
| 1972 | Quanto ti voglio            | Claudio Baglioni                      | Claudio Baglioni                             | Antonio Coggio e Claudio Baglioni      |
| 1972 | Sembra il primo giorno      | Claudio Baglioni                      | Claudio Baglioni                             | Antonio Coggio e Claudio Baglioni      |
| 1972 | Bonjour la France           | Rita Pavone                           | Michel Delancray e Mia Simille               | Antonio Coggio e Claudio Baglioni      |
| 1973 | L'amore è un poco matto     | Rita Pavone                           | Claudio Baglioni                             | Antonio Coggio e Claudio Baglioni      |
| 1973 | Gira che ti rigira          | Claudio Baglioni                      | Claudio Baglioni                             | Antonio Coggio e Claudio Baglioni      |
| 1973 | 70, 80, 90, 100...          | Claudio Baglioni                      | Claudio Baglioni                             | Antonio Coggio e Claudio Baglioni      |
| 1973 | W l'Inghilterra             | Claudio Baglioni                      | Claudio Baglioni                             | Antonio Coggio e Claudio Baglioni      |
| 1973 | Io me ne andrei             | Claudio Baglioni                      | Claudio Baglioni                             | Antonio Coggio e Claudio Baglioni      |
| 1973 | ...ed apri quella porta     | Claudio Baglioni                      | Claudio Baglioni                             | Antonio Coggio e Claudio Baglioni      |
| 1973 | Ragazza di campagna         | Claudio Baglioni                      | Claudio Baglioni                             | Antonio Coggio e Claudio Baglioni      |
| 1973 | Casa in costruzione         | Claudio Baglioni                      | Claudio Baglioni                             | Antonio Coggio e Claudio Baglioni      |
| 1973 | Miramare                    | Claudio Baglioni                      | Claudio Baglioni                             | Antonio Coggio e Claudio Baglioni      |
| 1973 | Amore bello                 | Claudio Baglioni                      | Claudio Baglioni                             | Antonio Coggio e Claudio Baglioni      |
| 1974 | A modo mio                  | Gianni Nazzaro e Claudio Baglioni     | Claudio Baglioni                             | Antonio Coggio e Claudio Baglioni      |
| 1974 | E tu...                     | Claudio Baglioni                      | Claudio Baglioni                             | Antonio Coggio e Claudio Baglioni      |
| 1974 | Oh Merilù                   | Claudio Baglioni                      | Claudio Baglioni                             | Antonio Coggio e Claudio Baglioni      |
| 1974 | Chissà se mi pensi          | Claudio Baglioni                      | Claudio Baglioni                             | Antonio Coggio e Claudio Baglioni      |
| 1975 | Me so' magnato er fegato    | Luigi Proietti                        | Claudio Baglioni                             | Antonio Coggio e Claudio Baglioni      |
| 1975 | Stella cadente              | Patty Pravo                           | Franca Evangelisti                           | Antonio Coggio e Fabio Massimo Cantini |
| 1975 | Tu no                       | Mina                                  | Franca Evangelisti                           | Antonio Coggio e Fabio Massimo Cantini |
| 1975 | Aspettare                   | Claudio Baglioni                      | Claudio Baglioni                             | Antonio Coggio e Claudio Baglioni      |
| 1975 | Carillon                    | Claudio Baglioni                      | Claudio Baglioni                             | Antonio Coggio e Claudio Baglioni      |
| 1975 | Alzati Giuseppe             | Claudio Baglioni                      | Claudio Baglioni                             | Antonio Coggio e Claudio Baglioni      |
| 1975 | Poster                      | Claudio Baglioni                      | Claudio Baglioni                             | Antonio Coggio e Claudio Baglioni      |
| 1975 | Doremifasol                 | Claudio Baglioni                      | Claudio Baglioni                             | Antonio Coggio e Claudio Baglioni      |
| 1975 | Lampada Osram               | Claudio Baglioni                      | Claudio Baglioni                             | Antonio Coggio e Claudio Baglioni      |
| 1975 | 21X                         | Claudio Baglioni                      | Claudio Baglioni                             | Antonio Coggio e Claudio Baglioni      |
| 1975 | Sisto V                     | Claudio Baglioni                      | Claudio Baglioni                             | Antonio Coggio e Claudio Baglioni      |
| 1975 | Il lago di Misurina         | Claudio Baglioni                      | Claudio Baglioni                             | Antonio Coggio e Claudio Baglioni      |
| 1975 | ...ed aspettare             | Claudio Baglioni e la Schola Cantorum | Claudio Baglioni                             | Antonio Coggio e Claudio Baglioni      |
| 1975 | Sabato pomeriggio           | Claudio Baglioni                      | Claudio Baglioni                             | Antonio Coggio e Claudio Baglioni      |
| 1980 | Passerà                     | Alberto Cheli                         | Marco Luberti                                | Antonio Coggio                         |
| 1981 | Caffè nero bollente         | Fiorella Mannoia                      | Mimmo Cavallo                                | Antonio Coggio e Roberto Davini        |

## Dischi arrangiati da Antonio Coggio
| Anno | Interprete     | Titolo               | Casa discografica      |
| ---- | -------------- | -------------------- | ---------------------- |
| 1969 | Nada           | Nada                 | RCA Talent TSL 10444   |
| 1971 | Mia Martini    | Oltre la collina     | RCA Italiana PSL 10516 |
| 1977 | Ivano Fossati  | La casa del serpente | RCA Italiana           |
| 1986 | Sergio Endrigo | E allora balliamo    | RCA Italiana           |

## Dischi prodotti da Antonio Coggio
| Anno | Interprete        | Titolo                                      | Casa discografica              |
| ---- | ----------------- | ------------------------------------------- | ------------------------------ |
| 1970 | Patty Pravo       | Tutt'al più/Chissà come finirò              | RCA Italiana PM 3571 (45 giri) |
| 1970 | Claudio Baglioni  | Claudio Baglioni                            | RCA Italiana                   |
| 1971 | Domenico Modugno  | Con l'affetto della memoria                 | RCA Italiana PSL 10513         |
| 1971 | Claudio Baglioni  | Un cantastorie dei giorni nostri            | RCA Italiana                   |
| 1972 | Claudio Baglioni  | Questo piccolo grande amore                 | RCA Italiana PSL 10551         |
| 1973 | Claudio Baglioni  | Gira che ti rigira amore bello              | RCA Italiana                   |
| 1974 | Claudio Baglioni  | E tu...                                     | RCA Italiana                   |
| 1975 | Claudio Baglioni  | Sabato pomeriggio                           | RCA Italiana TPL 1-1171        |
| 1976 | Mia Martini       | Che vuoi che sia... se t'ho aspettato tanto | Come Il Vento ZSCVE 55745      |
| 1977 | Stefano Rosso     | Una storia disonesta                        | RCA Italiana                   |
| 1977 | Ivano Fossati     | La casa del serpente                        | RCA Italiana                   |
| 1977 | Mia Martini       | Per amarti                                  | Come Il Vento ZPLC 34026       |
| 1978 | Stefano Rosso     | ...e allora senti cosa fò                   | RCA Italiana                   |
| 1978 | Patty Pravo       | Pensiero stupendo/Bello                     | RCA Italiana PB 6138 (45 giri) |
| 1981 | Mimmo Cavallo     | Uh, mammà!                                  | CGD                            |
| 1984 | Rosanna Ruffini   | L'amore quanto vale                         | RCA Italiana                   |
| 1986 | Luca Barbarossa   | Via Margutta/Ognuno di noi                  | CBS                            |
| 1987 | Luca Barbarossa   | Come dentro un film                         | CBS                            |
| 1988 | Mario Castelnuovo | Sul nido del cuculo                         | RCA Italiana/BMG               |
| 1988 | Mariella Nava     | Per paura o per amore                       | BMG                            |
| 1988 | Luca Barbarossa   | Non tutti gli uomini                        | CBS                            |
| 1989 | Mariella Nava     | Il giorno e la notte                        | BMG                            |
| 1989 | Luca Barbarossa   | Al di là del muro                           | CBS                            |
| 1990 | Massimo Bizzarri  | Quota periscopica                           | EMI Italiana                   |
| 1991 | Mariella Nava     | Crescendo                                   | BMG                            |
| 1992 | Mariella Nava     | Mendicante e altre storie                   | BMG                            |
| 1993 | Massimo Bizzarri  | Bizzarro Bizzarri                           | RTI                            |
| 1994 | Mariella Nava     | Scrivo                                      | BMG                            |
| 1995 | Mariella Nava     | Uscire                                      | BMG                            |
| 1998 | Mariella Nava     | Dimmi che mi vuoi bene                      | Baraonda Edizioni Musicali     |
| 1999 | Mariella Nava     | Così è la vita                              | Baraonda Edizioni Musicali     |
| 2000 | Mariella Nava     | Pazza di te                                 | EMI Italiana                   |
| 2002 | Mariella Nava     | Questa sono io                              | B&G                            |
| 2004 | Mariella Nava     | Condivisioni                                | Sony Music/Zerolandia          |
| 2007 | Mariella Nava     | Dentro una rosa                             | Nar International              |
| 2012 | Mariella Nava     | Tempo mosso                                 | Edel Music                     |